# Fudbalski klub Crvena zvezda 2007-2008
Questa voce raccoglie le informazioni riguardanti il Fudbalski klub Crvena zvezda nelle competizioni ufficiali della stagione 2007-2008.

## Rosa
| N. |                       | Ruolo | Calciatore           |
| -- | --------------------- | ----- | -------------------- |
| 1  | Serbia (bandiera)     | P     | Ivan Ranđelović      |
| 2  | Serbia (bandiera)     | C     | Dragan Stančić       |
| 3  | Serbia (bandiera)     | D     | Dušan Anđelković     |
| 4  | Serbia (bandiera)     | D     | Aleksandar Pantić    |
| 5  | Serbia (bandiera)     | C     | Nikola Trajković     |
| 6  | Serbia (bandiera)     | D     | Vladimir Đorđević    |
| 7  | Serbia (bandiera)     | C     | Nenad Milijaš        |
| 8  | Serbia (bandiera)     | C     | Ognjen Koroman       |
| 9  | Argentina (bandiera)  | A     | Hernán Barcos        |
| 10 | Montenegro (bandiera) | A     | Igor Burzanović      |
| 11 | Serbia (bandiera)     | C     | Marko Perović        |
| 13 | Serbia (bandiera)     | D     | Đorđe Tutorić        |
| 14 | Serbia (bandiera)     | C     | Aleksandar Trišović  |
| 15 | Ciad (bandiera)       | A     | Misdongard Betoligar |
| 17 | Serbia (bandiera)     | D     | Vladimir Bogdanović  |
| 18 | Polonia (bandiera)    | D     | Grzegorz Bronowicki  |

| N. |                       | Ruolo | Calciatore        |
| -- | --------------------- | ----- | ----------------- |
| 19 | Serbia (bandiera)     | D     | Miloš Bajalica    |
| 20 | Portogallo (bandiera) | C     | João Lucas        |
| 21 | Senegal (bandiera)    | D     | Ibrahima Gueye    |
| 22 | Montenegro (bandiera) | P     | Zoran Banović     |
| 23 | Colombia (bandiera)   | C     | Mauricio Molina   |
| 24 | Serbia (bandiera)     | D     | Bojan Miladinović |
| 25 | Ecuador (bandiera)    | A     | Franklin Salas    |
| 27 | Serbia (bandiera)     | A     | Milanko Rašković  |
| 28 | Serbia (bandiera)     | C     | Marko Nikolić     |
| 30 | Serbia (bandiera)     | C     | Dušan Basta       |
| 31 | Serbia (bandiera)     | P     | Saša Radivojević  |
| 32 | Serbia (bandiera)     | C     | Dejan Milovanović |
| 33 | Serbia (bandiera)     | A     | Filip Đorđević    |
| 35 | Ecuador (bandiera)    | C     | Segundo Castillo  |
| 88 | Serbia (bandiera)     | A     | Nenad Jestrović   |